# Anicka van Emden
Anicka van Emden (Haia, 10 de dezembro de 1986) é uma judoca neerlandesa da categoria até 63 quilos.
Obteve o terceiro lugar nos Campeonatos Mundiais de Paris 2011 e Rio de Janeiro 2013.
Nos Jogos Olímpicos de 2016 conquistou a medalha de bronze ao vencer a brasileira Mariana Silva.